# V (album Mega Dance)
V – piąty album zespołu Mega Dance wydany w czerwcu 2012 roku w firmie fonograficznej Hit'n'Hot. Płyta zawiera 19 premierowych utworów z hitem "Petarda" w duecie z zespołem Joker. Do piosenek "Petarda" w duecie z zespołem Joker, "Gorące usta", "Na ostro", "A ty się śmiejesz", "Kochać latem", "Czysta jak łza" zostały nakręcone teledyski. Jest to płyta wydana po nieco ponad 4 latach od ostatniego albumu.

## Lista utworów
1. Petarda (duet z zespołem Joker)
2. Gorące usta
3. Gdzie jesteś gdzie
4. Co Ty na to
5. Ewo
6. Bukiety białych róż
7. Na ostro
8. Na tej kartki tle
9. Hip hip hurra
10. Ty mówisz stój
11. Głupi los
12. A Ty się śmiejesz
13. Przepraszam Cię za miłość
14. Ja mam to coś
15. Telefony
16. Kochać latem
17. Raz dwa trzy
18. Czysta jak łza
19. Łebski melanż